# ジーン・バトラー
ジーン・バトラー（Jean Butler、1971年3月14日 - ）は、アメリカ合衆国ニューヨーク出身のアイリッシュダンス・ダンサー。母親はアイルランド人。

## 略歴
4歳からダンスをはじめ、17歳でザ・チーフタンズのダンサーとして抜擢され、1990年の日本公演に同行。
「リバーダンス」（1994年）の初代プリンシパルを務めた後、女優として映画「友情の翼」（1996年）に出演。
また、ソーラスのシェイマス・イーガンが音楽を担当した「ダンシング・オン・デンジャラス・グラウンド」（2000年）のプロデュース/出演など、幅広い活動を続ける。
現在は自身が考案したアイリッシュ・ダンス指導法「ジーン・バトラー・メソッド」によるワークショップを世界各地で開催。
その功績からアイリッシュ・ポスト・アワードを受賞し、2009年にはリムリック大学のアート&カルチャー・アルミニ・アワードから特別功労賞を受賞、2020年にはアイルランド系アメリカ人の殿堂入りも果たした。

## 受賞
1999年、アイリッシュ・ポスト・アウォード受賞。